# مارلين جوبير
مارلين جوبيرت (بالفرنسية: Marlène Jobert)‏ هي ممثلة ومغنية وكاتبة فرنسية ولدت في يوم 4 نوفمبر 1940 في الجزائر لعائلة يهودية اسفاردية. في عمر الثامنة انتقلت مع والديها إلى فرنسا حيث عمل والدها هناك في القوات الجوية الفرنسية. بدأت التمثيل في سنة 1966 في المسرح ونجحت في تمثيل الأدوار الكوميدية ومثلت في أفلام سائق دراجة في المطر في سنة 1970 وثنائي متزوج في السنة الثانية في سنة 1971. في عقد 1980 بدأت بانشاء كتب قصص الأطفال، كما ألفت كتب عن الموسيقى الكلاسيكية الخاصة بموزارت وشوبان وتشايكوفسكى. تزوجت من الطبيب السويدي والتر وأنجبت بنتين توأم وهن الممثلة الشهيرة إيفا جرين وشقيقتها جوي غرين.